# Kernavė
Kernavė var den middelalderlige hovedstad i Storfyrstendømmet Litauen og er i dag et arkæologisk udgravningsområde (befolkningtal pr. 1999: 318).
Kernavė er beliggende i Širvintos distriktskommune i Vilnius apskritis, ca. 35 km nordvest for Vilnius i det sydøstlige Litauen. Kernavė blev i 2003 udnævnt til litauisk national kulturpark, og blev optaget på UNESCOs Verdensarvliste, Kriterium III og IV i 2004. Kernavė er en meget besøgt turistattraktion.

## Geografi
Kernavė ligger nær en bugtning på floden Neris i Pajauta-dalen, på højre side af flodens øvre løb, ved siden af borgbanken "piliakalnis".
Der er ca. 21 km til Širvintos og ca. 35 km til Vilnius. Byen ligger tæt på motorvejene Vilnius-Kaunas og Vilnius-Panevėžys. Det er muligt at sejle ad Neris fra Vilnius til Kernavė. Den sydlige del af byen grænser op til et naturreservat.

## Historie
Kernavė-området var sparsomt beboet i slutningen af den ældre stenalder, men antallet af bosættelser steg betydeligt i yngre stenalder.
Byen er første gang nævnt i 1279, da den som Storhertug Traidenis' hovedstad var under belejring af den Tyske Orden. Under den litauiske borgerkrig (1389-1392) brændte riddere byen og slottet ned. Efter angrebet blev byen ikke genopbygget, og beboerne flyttede op på borgbanken.
Efterfølgende har byen nedenfor borgbanken været dækket af våde tørv, der har bevaret de fleste levn intakte, og Kernavė er i dag en guldgrube for arkæologer, hvilket har fået nogle til at kalde byen for "Litauens Troja". Kernavė har således den ældste kendte "medgrinda" i Litauen, som er en træbrolagt vej som var skjult under det lave vand i voldgravene. Vejen blev brugt i forsvarsøjemed og stammer fra et tidspunkt mellem det 4. og 7. århundrede.
| Citat                           | Kernavės arkæologiske udgravningsområde, udgør et usædvanligt vidnesbyrd for ti tusind års bebyggelse. Udgravningsområdet ligger i Pajautadalen ved Neris og er et sammenspil af arkæologi, der omfatter byen Kernavė, forter, nogle bosættelser, gravpladser og andre arkæologiske, historiske og kulturelle mindesmærker fra slutningen af ældste stenalder til middelalderen. På det 194 ha store udgravningsområde er der bevaret spor af gamle landbrug, rester af fem bakkeforter og en del af et meget stort forsvarssystem. Kernavė var en vigtig middelalderby, der blev ødelagt af den Tyske Orden i slutningen af det 14. århundrede, alligevel forblev området beboet til moderne tid. | Citat |
| Unesco's beskrivelse af Kernavė | |       |

Kernavė blev genstand for større interesse i midten af 1800-tallet, da den romantiske forfatter, Feliks Bernatowicz, omtalte området i sin roman Pojata, córka Lizdejki (Pojata, datter af Lizdejki, Warszawa: 1826). Borgbanken blev udgravet, først af brødrene Tyszkiewicz og efterfølgende af Władysław Syrokomla (1859). Efter 2. verdenskrig blev udgravningsarbejdet genoptaget af Vilnius Universitet i 1979, og derefter igen af det litauiske Institut for Historie i perioden 1980-1983. Den Nationale Kulturpark Kernavė blev oprettet i 2003.

## Arkitektur

### Kirkeruinen
Ved siden af den nuværende kirke ligger de udgravede ruiner af den gamle kirke, der blev bygget i 1739. Trækirken, der erstattede kirken fra 1739, blev i 1935 flyttet til Krivonys. I 1930 blev der opstillet et kors i anledning af fejringen af 500-året for Storfyrste Vytautas' død, til minde om den gamle "Vytautas-kirke", der blev bygget i 1420.

### To historiske kapeller
Området, hvor kirkerne fra 1400- og 1700-tallet stod, er senere benyttet som gravplads. Tæt på står to kapeller, hvoraf det ene, et trækapel, er et eksempel på den oprindelige litauiske arkitektur. Kapellet menes at være bygget i slutningen af 1200-tallet i Kernavė by og senere flyttet til kirkegården. I slutningen af 1800-tallet benyttede kirken det til oplagring. I 1920, da den nye kirke blev bygget, blev kapellet genindrettet. I 1993-1994 blev kapellet restaureret og tilhører nu Kernavė sogn. Trækapellet benyttes blandt andet til udstilling af litauiske kirkelige træskulpturer.
Murstenskapellet blev bygget i midten af 1800-tallet af lodsejeren Stanisław Romer som gravkammer for Romerfamilien. Kapellet er et eksempel på senklassicisme. Det lille kapel har en ottekantet grundplan, som er usædvanligt for klassicismen. Indvendigt er der en trappe, der fører ned i krypten, hvor kisterne er muret ind i nicher. Inde i kapellet er alterbordet af sten bevaret. Langs sidevæggene er der opsat mindeplader for Romerfamiliens medlemmer med familiens våbenskjold. Efter 1. verdenskrig blev kapellet forsømt, men gennemgik reparationer i 1959 og 1987. Kapellet tilhører i dag ligeledes Kernavė sogn.
Begge kapeller er beliggende i den nationale kulturpark.

### Kirken
Den nuværende kirke blev bygget mellem 1910 og 1920 i nygotiskestil.
I løbet af 1980'erne blev kirkegården restaureret på initiativ af Česlovas Krivaitis; portene, alteret og interiøret blev også restaureret. Kirkegårdsmuren er dekoreret med en "korsvej", udført af kunstneren Jadvyga Grisiūtė. På kirkegården findes to monumenter til minde om 600-årsdagen for kristningen af Litauen og 700-årsdagen for den første omtale af navnet Kernavė. Det første monument viser et hjerte og et sværd, symboliserende overgangen fra hedenskab til kristendom, mens det andet, en ridder med et sværd stående mellem byens porte, der er en del af byens våbenskjold. Nær monumentet for 700-årsdagen ligger præsten Nikodemas Švogžlys-Milžinas, der var forfatteren til Kernavės historie, begravet.
I kirken er der flere værdifulde kunstværker: Alteret, to malerier, to skulpturer, et mindre alter, tre glas og kirkeklokken.
I sideskibet står et alter i nybarok-stil. Alterets midterfelt er et maleri af Maria og på siderne er der søjler og skulpturer af apostlene Peter og Paulus. Yderligere fem mindre skulpturer skildrer Maria, to engle og to helgener. Alle skulpturer er udført i barokstil. De mangefarvede arkitektoniske detaljer på alteret er efterligning af marmor.
- Marija Skaplierine – (olie på lærred, 220x120 cm), som findes midt på altertavlen, maledes 1816 og forestiller Maria med Jesusbarnet, Gud og Helligånden (en due)
- Den Hellige familie – (olie på lærred, 143x104 cm), maledes i løbet af 1700-tallet og forestiller Maria med Jesusbarnet og et lam. I baggrunden står Josef med engle svævende over sig. Maleriet er asymmetrisk og har flere perspektivlinjer.

Andre kunstværker omfatter et lille alter og to glas fra begyndelsen af 1800-tallet samt et glas fra begyndelsen af 1700-tallet. Klokken, der er lavet af messing og 45 cm i diameter, er støbt i Vilnius i 1667.
I præstegården findes en udstilling om sognets liv og i 1987 åbnedes et museum for historiske relikvier i præstegården. Ved menighedshuset er førkrigsskulpturen Jernulv blevet genopstillet. De kulturelle aktiviteter i kirken indgår i det historiske og kulturelle liv i byen.
Fra kirken fører en bred promenade til centrum. Kernavės arkæologiske Historiske Museum og distriktskontoret er flyttet ind i kulturcentret (arkitekt A. Alekna).

### Grundskolen
For enden af promenaden ligger en toetagers murstensbygning. Huset rummer Kernavės grundskole, bygget i 1929. I skolen åbnede læreren J. Šiaučiūnas den 28. december 1930 den første historiske udstilling. Han viede sit liv til uddannelse og kulturelt arbejde på skolen indtil sin udvisning i 1941. Han døde i Sibirien den 17. oktober 1943.
I 1998 blev skolen restaureret. Samme år ændrede kommunalbestyrelsen skolens navn til Juozas Šiaučiūnas. 1999 fejrede skolen 70-års jubilæum, og i 2000 fejrede Kernavė museum 70-års jubilæum.
Den gamle arkitektur Kernavė er bedst bevaret i de to gader Vilniaus gatvė og Kriveikiškio gatvė. I den centrale del af byen er bygningerne hovedsagelig fra efterkrigstiden. Bebyggelsen er i harmoni med omegnens naturskønhed. Øst for byen ligger den arkæologiske nationale kulturpark, med udsigt over begge sider af Neris.

## Turisme
Naturen, byen og historien med de betydende arkæologiske fund tiltrækker hvert år titusinder af turister, som Kernavės turistinformation hjælper med oplysninger og anvisning af overnatningsmuligheder.
I krattet mod nordøst skjuler Pragarinesøen sig, og fyrreskovene på de fugtige områder omkring Kernavė er et yndet sted at plukke bær og samle svampe. Gennem skoven løber en af de veje, som Napoleon benyttede under sin flugt fra Rusland i 1812. Det siges at en del af Napoleons røvede udbytte stadig er begravet i skoven.
I løbet af sommeren er Kernavė hjemsted for en række folkelige arrangementer. Den 6. juli fejres Mindaugas' kroningsdag og middelalderhåndværk, krigsspil og folkemusik er en del af festlighederne. Håndværkere kommer fra hele Baltikum og nabolandene. Den berømte Rasa-festival har været afholdt i Kernavė siden 1967, hvor en gruppe studerende arrangerede den første.
Gennem mere end 20 år har der været arrangeret arkæologiske udgravninger, hvori litauiske og udenlandske arkæologer, studerende og skoleelever deltager.

## Ekstrene henvisninger
- Wikimedia Commons har flere filer relateret til Kernavė

- WikiMapia har kort over Kernavė

- Beskrivelse af Kernavė på UNESCOs Verdensarvsliste (engelsk)
- National kulturpark i KernavėArkiveret 6. februar 2012 hos  Wayback Machine (engelsk)
- Kernavė-billeder på Flickr
- Kernavė park på litauen-netz.de (engelsk)